# Malaienuhu
Der Malaienuhu (Ketupa sumatrana, Synonym: Bubo sumatranus), auch Malayen-Uhu oder Malaien-Uhu geschrieben, gelegentlich auch Sumatrauhu genannt, ist eine Art aus der Familie der eigentlichen Eulen. Er kommt in drei Unterarten ausschließlich in Südostasien vor.

## Merkmale
Der Malaienuhu erreicht eine Körpergröße von 40 bis 46 Zentimetern. Die Körperoberseite ist rötlich-braun mit feinen dunklen Querstreifen. Die Körperunterseite ist weißlich und braun gestreift. Die Brust ist immer etwas dunkler als der Bauch. Die Läufe sind gefiedert. Die Augen sind dunkelbraun. In seinem Verbreitungsgebiet kann er sowohl mit dem Malaienkauz als auch dem Bartelskauz verwechselt werden. Beide Arten haben anders als der Malayen-Kauz jedoch keine Federohren. Eine entfernte Ähnlichkeit besteht außerdem mit dem Nepaluhu. Dieser ist allerdings auf der Körperunterseite auffällig gefleckt.

## Verbreitung und Lebensraum
Der Malaienuhu kommt im Süden von Burma und Thailand, auf der Malaiischen Halbinsel, auf Sumatra, Bangka, Borneo, Java und Bali vor. Er gilt als Standvogel, der immergrüne Wälder mit Teichen und Bächen besiedelt, aber auch in Gärten mit hohen, dicht belaubten Bäumen vorkommt, beispielsweise im Botanischen Garten in Bogor (Java). Gelegentlich hält er sich auch am Rand menschlicher Siedlungen auf. Seine Höhenverbreitung reicht von der Tiefebene bis zu 1.000 Höhenmetern; in Westjava trifft man ihn gelegentlich auch noch in höheren Lagen.

## Lebensweise
Der Malaienuhu übertagt in der Regel allein oder in Paaren in hohen Bäumen mit dichtem Blattwerk. Er sitzt dabei häufig in der Nähe des Baumstammes. Sein Nahrungsspektrum umfasst große Insekten, Vögel, kleine Säuger wie Mäuse und Ratten sowie Flughörnchen und Reptilien. Er geht – mutmaßlich auf Grund seiner hohen Nistplatztreue – eine lebenslange Paarbindung ein. Als Nistplatz dienen sehr große Baumhöhlen. Auf Java und Sumatra nutzt er auch die aufgegebenen Nester anderer Vögel. Das Gelege besteht nur aus einem Ei. Die Fortpflanzungsperiode variiert in Abhängigkeit vom Standort.